# Rotterdam Open 2010 - Singolare in carrozzina
Il singolare su carrozzina del Rotterdam Open 2010 è stato un torneo di tennis facente parte del NEC Tour 2010.
Robin Ammerlaan era il detentore del titolo, ma ha perso nel 1º turno contro Stefan Olsson, che ha perso in semifinale contro Stephane Houdet.
Il vincitore del torneo è stato lo stesso Houdet, che ha battuto in finale Ronald Vink con il punteggio di 6–3, 6–3

## Teste di Serie
1. Stephane Houdet (campione)
2. Maikel Scheffers (semifinale)

## Tabellone

### Legenda
| - Q = Qualificato - WC = Wild card - LL = Lucky loser | - ALT = Alternate - SE = Special Exempt - PR = Protected Ranking | - w/o = Walkover - r = Ritirato - d = Squalificato |

|  | Quarti di Finale  | Quarti di Finale  | Quarti di Finale | Quarti di Finale | Quarti di Finale |  |  | Semifinali | Semifinali       | Semifinali       | Semifinali  | Semifinali  |   |   | Finale | Finale          | Finale          | Finale | Finale |  |
|  |                   |                   |                  |                  |                  |  |  |            |                  |                  |             |             |   |   |        |                 |                 |        |        |  |
|  | 1                 | Stephane Houdet   | Stephane Houdet  | 6                | 6                |  |  |            |                  |                  |             |             |   |   |        |                 |                 |        |        |  |
|  |                   | Martin Legner     | Martin Legner    | 0                | 0                |  |  | 1          | Stephane Houdet  | Stephane Houdet  | 6           | 6           |   |   |        |                 |                 |        |        |  |
|  | Robin Ammerlaan   | Robin Ammerlaan   | Robin Ammerlaan  | 4                | 2                |  |  |            | Stefan Olsson    | Stefan Olsson    | 1           | 2           |   |   |        |                 |                 |        |        |  |
|  | Stefan Olsson     | Stefan Olsson     | Stefan Olsson    | 6                | 6                |  |  |            |                  |                  |             |             |   |   | 1      | Stephane Houdet | Stephane Houdet | 6      | 6      |  |
|  | Frederic Cattaneo | Frederic Cattaneo | 6                | 2                | 0                |  |  |            |                  |                  | Ronald Vink | Ronald Vink | 3 | 3 |        |                 |                 |        |        |  |
|  | Ronald Vink       | Ronald Vink       | 3                | 6                | 6                |  |  |            | Ronald Vink      | Ronald Vink      | 6           | 6           |   |   |        |                 |                 |        |        |  |
|  |                   | Nicolas Peifer    | Nicolas Peifer   | 2                | 4                |  |  | 2          | Maikel Scheffers | Maikel Scheffers | 1           | 4           |   |   |        |                 |                 |        |        |  |
|  | 2                 | Maikel Scheffers  | Maikel Scheffers | 6                | 6                |  |  |            |                  |                  |             |             |   |   |        |                 |                 |        |        |  |